# Donato Piperno
Donato Piperno (Benevento, ... – ...; fl. XVI secolo) è stato un pittore italiano, attivo nella prima metà del XVI secolo.

## Biografia
Studiò a Roma alla scuola diretta da Raffaello. Nelle sue opere venne influenzato dal fiorentino Girolamo Macchietti. Alcune opere del manierista sono conservate a Benevento nel museo del Sannio al primo piano.
Una sua opera si trova all'interno della Chiesa Madre San Nicola Di Bari di Buonalbergo (BN).